# Arcilla de Londres

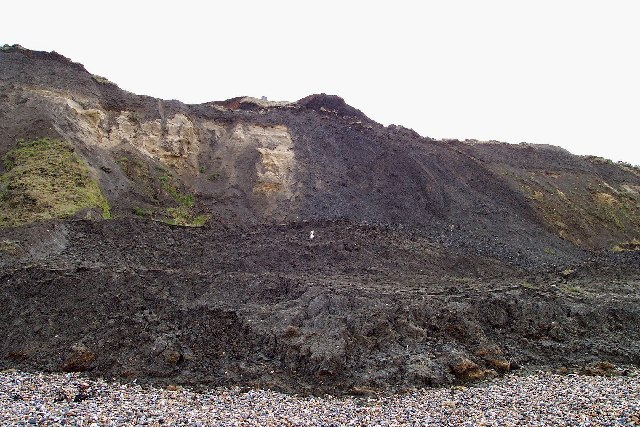
La Arcilla de Londres en Reculver

La Arcilla de Londres es un depósito marino conocido por sus numerosos hallazgos fósiles. Se trata del yacimiento paleontológico más importante del Ypresiense en el sur de Inglaterra, y el único lugar de Europa donde se puede encontrar una tremenda variedad de fósiles vegetales del Eoceno inferior.
La arcilla se depositó sobre un mar que apenas alcanzaba en su región oriental los doscientos metros de profundidad. Se han encontrado hasta cinco ciclos de deposición (representando una transgresión, seguida por una reducción de la profundidad marina), sobre todo en la región occidental, menos profunda. Cada ciclo comienza con un material arcilloso basto (incluyendo concentraciones de sílex redondeado) y finaliza con una arcilla cada vez más arenosa.
Los fósiles hallados de animales incluyen bivalvos, gastrópodos, nautilus, cangrejos, langostas, peces (incluyendo dientes de tiburón), reptiles (sobre todo tortugas), y ejemplares de aves poco comunes. También se han hallado algunos fósiles de mamíferos.
En la Arcilla de Londres son muy abundantes los fósiles de plantas, incluyendo frutos y semillas. Hace poco menos de tres siglos que se empezaron a recoger fósiles vegetales, y se han descrito unas 350 especies. Esto hace que la flora de la Arcilla de Londres sea una de las que más variedad tiene en frutos y semillas fósiles.